# Jean-Baptiste Thévenard-Guérin
Jean-Baptiste Thévenard-Guérin est un homme politique français né le 14 novembre 1766 à Saint-Amand-Montrond (Cher) et mort le 9 janvier 1822 au même lieu.

## Biographie
Procureur impérial à Saint-Amand-Montrond, il est député du Cher en 1815, lors des Cent-Jours. Il est confirmé à son poste sous la Restauration et reste en place jusqu'à son décès.